# 卡利尼夫卡 (圖利欽區)
48°38′25″N 28°40′18″E / 48.64028°N 28.67167°E
卡利尼夫卡（烏克蘭語：Калинівка），是烏克蘭的村落，位於該國西南部文尼察州，由圖利欽區負責管轄，始建於1930年，面積0.27平方公里，海拔高度285米，2001年人口64，人口密度每平方公里237.04人。